# Stylidium productum
Stylidium productum är en tvåhjärtbladig växtart som beskrevs av M.M. Hindmarsh och D.F. Blaxell. Stylidium productum ingår i släktet Stylidium och familjen Stylidiaceae. Inga underarter finns listade i Catalogue of Life.

## Bildgalleri

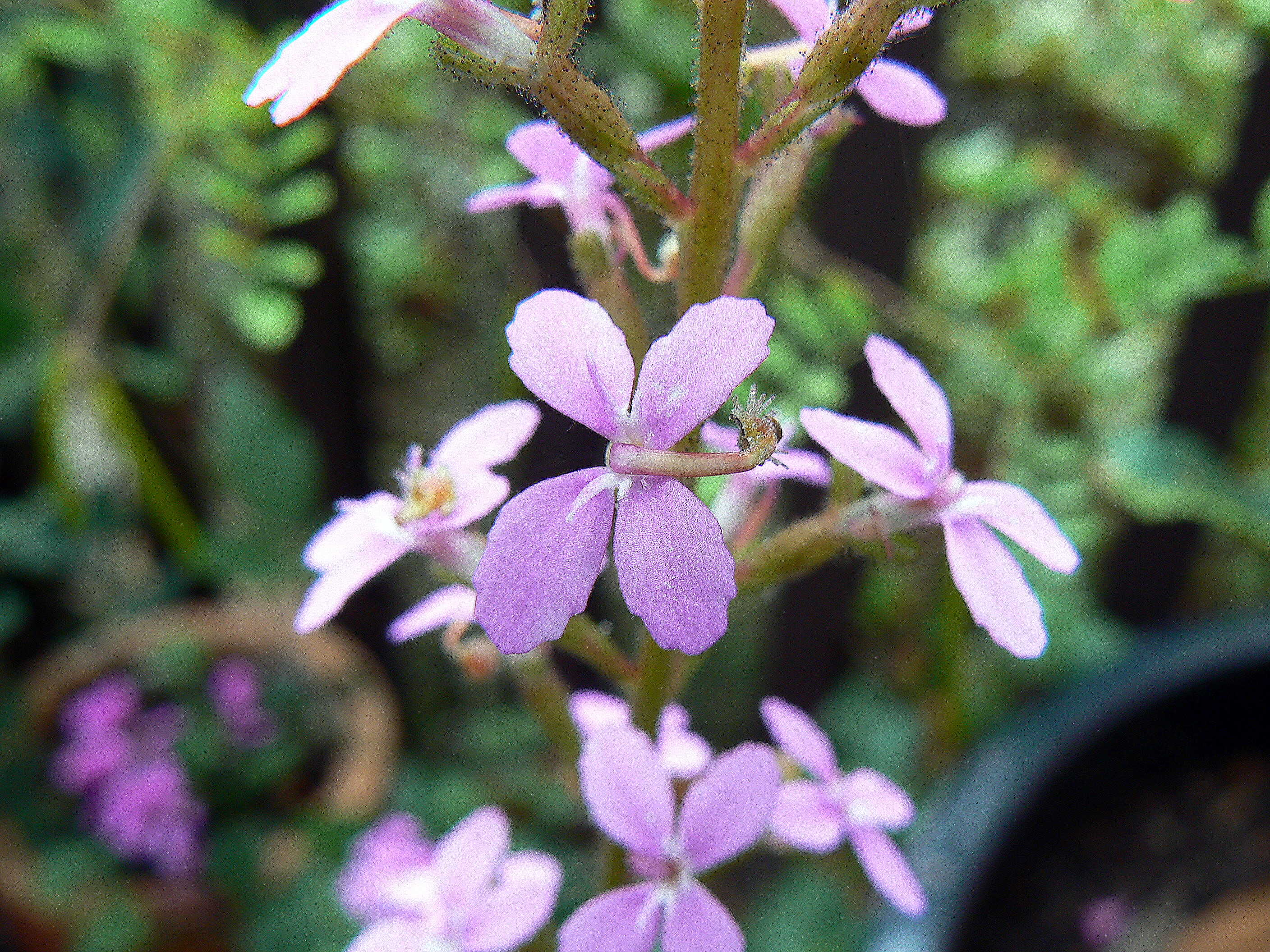